# Gotebold
Gotebold oder Gotebald († 1063) war ein südwestdeutscher Geistlicher. Er war von 1049 bis zu seinem Tod Patriarch von Aquileia.

## Leben
Gotebold war ein Bruder von Hartwig, dem Vater des späteren Papstes Viktor II.
Nach dem Bericht in der Chronik Hermanns von Reichenau war er Propst in Speyer (Nemetensis praepositus), als er 1049 von Kaiser Heinrich III. zum Patriarchen von Aquileia ernannt wurde. In seiner Amtszeit erreichte der jahrhundertealte Konflikt zwischen Alt-Aquileia und dem Patriarchat Grado seinen Höhepunkt, und damit der Streit mit der dahinter stehenden Republik Venedig. Im Gegensatz zu seinem Vorgänger Poppo, der Grado im Jahr 1024 plündern und partiell niederbrennen ließ, beschränkte sich Gotebold fast durchgängig auf nicht-militärische Mittel. 
Zwischen 1049 und 1051 hielt er eine Synode in Treviso ab. Über diese wird nur in einer Urkunde des Bischofs Rother II. von Treviso aus dem Jahre 1052 berichtet. Ob es eine Entscheidung in einem Zehntstreit zugunsten Trevisos gab, bedarf wegen Verfälschungen von Urkunden noch einer kritischen Überprüfung.
1053 erklärte Papst Leo IX. Grado auf einem Konzil in Rom zum wahren Patriarchat Nova Aquileia (neues Aquileia) und caput et metropolis (Oberhaupt und Metropolitansitz) der Provinz von Venetia et Histria (Venetien und Istrien). Gotebald wurde zum Forojuliensis episcopus, Bischof von Friaul. Als Reaktion darauf griff Gotebald zu den Waffen, um die territoriale Integrität seines Patriarchats zu verteidigen. Er weigerte sich, die päpstlichen Reformen gegen die Simonie zu unterstützen. Er erhielt Unterstützung durch Kaiser Heinrich III., der die falsche Urkunde bestätigte. Gotebald und der Kaiser übten Druck auf Papst Viktor II. aus, die Entscheidung Leos IX. rückgängig zu machen, jedoch ohne Erfolg.
Heinrich behandelte Gotebald weiterhin mit großem Respekt. 1056 rief der Kaiser Gotebald, Gebhard III. von Regensburg und den Papst an sein Sterbebett, um die Regentschaft für seinen minderjährigen Sohn Henrich IV. zu regeln. Gotebald reiste 1062 nach Deutschland und wurde von Heinrich IV. als Patriarch mit Oberhoheit über Grado bestätigt.
Anlässlich des Konzils von Mantua im Jahr 1064 wurde Papst Alexander II. endgültig gegenüber Honorius II. (Kadalus), der vom Kaiser und vom Patriarchen unterstützt worden war, als Papst anerkannt. Alexander II. bestätigte dem Patriarchen von Grado, Dominicus IV. (Domenico Marango), den Patriarchentitel und die damit verbundenen Privilegien. Diese weitere Demütigung blieb Gotebold erspart, da er bereits 1063 starb.

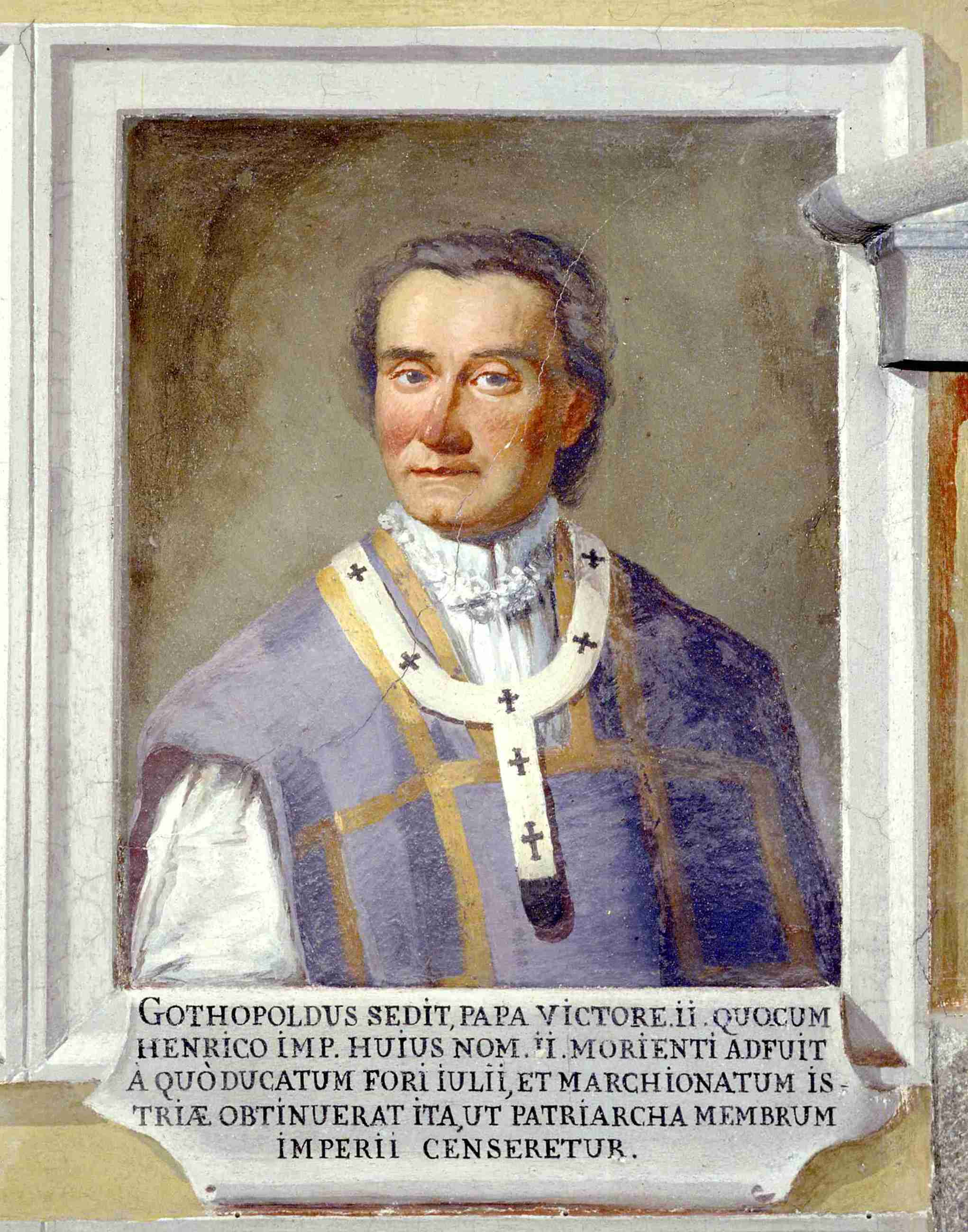
Idealporträt des Gotebold im Thronsaal des Diözesanmuseums und der Tiepolo-Galerie in Udine

Trotz seines lebenslangen Konflikts mit dem Patriarchen von Grado und Venedig sowie den Päpsten war er kein armer Geistlicher. Bis zu seinem Tod im Jahr 1063 ließ er die Klöster seines Herrschaftsgebiets beträchtlich vergrößern. Dies betraf etwa das Kloster Santa Maria in Valle zu Cividale oder die Kirche Santo Stefano in seiner Residenzstadt. Um die seit langer Zeit baufällige Kirche zu renovieren, ließ er sie nicht nur wiederherrichten, sondern ließ sie neu weihen, mit weiteren Reliquien ausstatten und ein Kloster errichten. Zur materiellen Absicherung erhielt sie eine Wassermühle am Rovedola und angemessene Ländereien.